# Centre hospitalier universitaire de Clermont-Ferrand
Le centre hospitalier universitaire de Clermont-Ferrand (ou CHU de Clermont-Ferrand) est un centre hospitalier universitaire de France. Il possède une capacité totale de 1 851 lits en 2023. Le service des urgences accueille environ 114 437 passages aux urgences en 2023. Il réalise 631 293 consultations en 2023. Il regroupe 38 salles d'interventions chirurgicales.

## Histoire
L'Hôtel-Dieu est situé sur le site de l'ancien hôpital de la Charité. Les bâtiments actuels datent de 1767 et il avait une superficie de 4,5 hectares début 2010, où le CHU de Clermont-Ferrand quitta celui-ci, sans même avoir trouvé de repreneur à l'époque. Il disposait de 500 lits.  
En 1926, la polyclinique Philippe-Marcombes est inaugurée. 
Les activités hospitalières sur le site de L'Hôtel-Dieu ont eu lieu sur une période particulièrement longue, avec près de 230 ans d'activités. Mais face à la vieillesse des bâtiments, il est difficile de l'aménager. Le CHU de Clermont-Ferrand décide alors de vendre l'Hôtel-Dieu à environ 30 millions d'euros. Le Nouvel Hôpital d'Estaing (NHE ; également appelé CHU Estaing) ouvre en mars 2010. 
Le CHU Gabriel Montpied est quant à lui mis en service en 1970. Il est construit sur le plateau Saint-Jacques qui domine Clermont-Ferrand. Il peut accueillir 560 lits. 
En 1994, le CHU se lance dans une vaste opération de désamiantage qui s'avère plus complexe que prévu. 
En 2009, un nouveau bâtiment est construit sur le plateau Saint-Jacques. Il a une capacité de 250 lits et destiné à abriter le service de cardiologie présent dans le bâtiment composé d'amiante.
En 2015, une fresque de salle de garde obscène et mentionnant Marisol Touraine suscite une polémique.